# Bea
För andra betydelser, se BEA.
Bea är ett namn som i Sverige bärs av drygt 300 kvinnor och två män. Bea är även ett vanligt smeknamn för personer som heter Beatrice eller Beata. Bea kan även åsyfta bearnaisesås.
I den finlandssvenska namnsdagslängden har Bea namnsdag 2 december sedan 2025.

## Personer med namnet Bea
- Bea Szenfeld
- Bea Uusma